# Escirítida
L'Escirítida (en grec antic Σκιρῖτις) era el nom d'unes àrides muntanyes situades al nord de Lacònia, entre l'alt Eurotes a l'oest i l'Enunt a l'est. Formaven al nord el límit entre Lacònia i Arcàdia. El seu nom probablement es referia al caràcter accidentat del territori perquè la paraula σκίρον, σκεῖρον, σκληρόν volia dir «rugós», «dur», «accidentat».
Al nord tenia el territori de Menàlia, i a l'oest el territori de Parràsia. Les muntanyes pertanyien a Esparta però anteriorment, cap al segle vii aC, eren d'Arcàdia i els lacedemonis la van conquerir. Els seus habitants van ser reduïts a la condició de periecs, espartans lliures però no ciutadans, segons Esteve de Bizanci. Xenofont diu que van ser sotmesos a Esparta abans de l'època de Licurg.
Aquest periecs eren tinguts per molt valents, i el contingent que formava part de les tropes lacedemònies, anomenat Σκιρίτης λόχος, en nombre de 600, ocupava l'ala esquerra de l'exèrcit i sovint era posat en llocs de perill o bé com a reserva al costat del rei.
Quan els tebans van envair Lacònia, els escirites, juntament amb els periecs de Càries i els de Sel·làsia, cap a l'any 368 aC, es van revoltar contra Esparta i els espartans, en represàlia, van assolar el país. Les ciutats de la regió eren Esciros i Èon i en temps històrics només consta la segona. Sciros potser potser era la mateixa ciutat que Scirtonium (Σκιρτώνιον), que mencionen Pausànias i Esteve de Bizanci.